# Entephria orientata
Entephria orientata là một loài bướm đêm trong họ Geometridae.